# What They Had
What They Had is een Amerikaanse film uit 2018, geschreven en geregisseerd door Elizabeth Chomko.

## Verhaal
Tijdens kerstavond loopt Ruth, die lijdt aan de ziekte van Alzheimer, verloren tijdens een blizzard. Dochter Bridget Ertz (Hilary Swank) keert terug naar huis en probeert samen met haar tweelingbroer hun vader te overtuigen om hun moeder te plaatsen in een verzorgingstehuis. 

## Rolverdeling
| Acteur          | Personage    |
| --------------- | ------------ |
| Hilary Swank    | Bridget Ertz |
| Michael Shannon | Nicky        |
| Blythe Danner   | Ruth         |
| Robert Forster  | Burt         |
| Taissa Farmiga  | Emma Ertz    |
| Josh Lucas      |              |

## Productie
In december 2014 werd Elizabeth Chomko door het Sundance Institute gekozen om deel te nemen aan het Screenwriters Lab met het script voor haar dramafilm What They Had. In juni 2016 kondigde Chomko aan dat ze ook de regie op zich nam met Albert Berger en Ron Yerxa als producenten van Bona Fide Productions, samen met Bill Holderman, Andrew Duncan en Alex Saks van June Pictures, en Keith Kjarval van Unified Pictures. In maart 2017 werd de cast bekendgemaakt met Hilary Swank, Michael Shannon, Robert Forster, Blythe Danner en Taissa Farmiga. De filmopnamen gingen op 22 maart 2017 van start in Chicago. In december 2017 werd bekendgemaakt dat de muziek gecomponeerd wordt door Danny Mulhern.
What They Had ging op 21 januari 2018 in première op het Sundance Film Festival.